# Kiss László (csillagász)
Kiss László (Szabadka, 1972. augusztus 8. –) (publikációkban Kiss L. László) Széchenyi-díjas fizikus, a Magyar Tudományos Akadémia rendes tagja, kutatóprofesszor, a Csillagászati és Földtudományi Kutatóközpont főigazgatója 2019. január 1-től. 2016 és 2018 között az MTA CSFK Konkoly Thege Miklós Csillagászati Intézet igazgatója, a XIII. Nemzetközi Csillagászati és Asztrofizikai Diákolimpia szakmai koordinátora és a feladatkitűző tudományos bizottság elnöke, a Magyar Csillagászati Egyesület elnöke, a Magyar Csillagászati Egyesület hírportáljának főszerkesztője, a csillagászat.hu Csillagászati hírportál főszerkesztője, szerb–magyar–ausztrál állampolgár, három gyermek édesapja. Sárneczky Krisztián egy a 2002. szeptember 7-én felfedezett aszteroidát róla, felfedezőtársáról  113202 Kisslászló névre nevezett el. 2020. december 17-én a Tudományos Újságírók Klubja egyhangúlag Az év ismeretterjesztő tudósa címet adományozta kiemelkedő ismeretterjesztő munkájáért.

## Életpályája
1972-ben született az egykori Jugoszlávia területén lévő Szabadkán. 1991-ben érettségizett a szabadkai Svetozar Marković Gimnáziumban, majd pedig a szegedi József Attila Tudományegyetemen kezdte egyetemi tanulmányait fizikus szakon. Az okleveles fizikusi végzettség 1996-os megszerzése után ugyanitt jelentkezett doktori képzésre. A csillagászatot Szatmáry Károly, a Szegedi Csillagvizsgáló vezetőjének hatására választotta szakterületéül. 1999-től a Szegedi Tudományegyetemen indított csillagász szakon oktatott. Kutatásait a változócsillagok, kisbolygók és csillaghalmazok területén folytatta. Doktori (PhD) fokozatát 2000-ben szerezte meg summa cum laude minősítéssel. 2002-ben megpályázott egy posztdoktori állást Ausztráliában, Sydney-ben. Itt elsődlegesen a vörös óriáscsillagok és a csillagpulzáció vizsgálatára koncentrált, témavezetője pedig a széles nemzetközi elismertséggel bíró Tim Bedding professzor lett. 2005-ben készítette el az MTA doktora címért írt értekezését, amelyet 2007-ben védett meg. 2013-ban választották meg az Akadémia levelező, 2019-ben pedig rendes tagjává.
Hétéves ausztráliai kutatómunka után 2009-ben sikeresen indult az MTA Lendület Fiatal Kutatói Programjában. Az exobolygók vizsgálatára beadott kutatási tervre alapozva tért vissza 2009 októberében Magyarországra, ahol az MTA Konkoly Thege Miklós Csillagászati Kutatóintézet tudományos tanácsadójaként önálló kutatócsoportot létesített. Az utánpótlás-nevelést rendkívül fontosnak tartja, 1998-tól több mint 40 diákprojekt, diplomamunkás és doktori témavezetése volt, mind a Szegedi Tudományegyetemen, mind a University of Sydney-n. Kutatásait magyar, ausztrál, amerikai, kanadai, dán, nagy-britanniai, spanyol, francia és német intézetekben dolgozó tudósokkal együttműködésben végzi.

## Szakmai munkái
A Szegedi Tudományegyetem Asteroid Survey kisbolygó-kutató programjának alapítója, a program keretében kisbolygók felfedezője. Első kisbolygóját (melyet Sárneczky Krisztiánnal együtt fedezett fel) Horgosnak nevezte el. Az MTA Lendület-programjában más csillagok körül keringő bolygókat vizsgál, illetve részt vesz a Kepler-űrtávcső asztroszeizmológiai konzorciumának munkájában. Egy különleges hármas csillagrendszer felfedezésében és jelentőségének értelmezésében kulcsszerepet játszott.

### Kutatási területei
- Csillagszerkezet és csillagfejlődés
- A csillagpulzáció, a szoros kettőscsillagok kölcsönhatásai és a csillaghalmazok asztrofizikájának kiemelt kutatása
- Bolygókeletkezés más csillagok körül
- Exobolygók, csillagrezgések
- Kutatási eredmények[17]

## Díjak, elismerések
- Detre László-díj (2011)
- Széchenyi-díj (2019)
- Prima Primissima díj (2023)

## Művei
- Amatőrcsillagászok kézikönyve, Kereszturi Ákos, Kiss László, Sárneczky Krisztián, Gyenizse Péter, Mizser Attila – MCSE, Budapest, 1999. ISBN 9630378779,

### Publikációk
- Oxford Academic – Monthly Notices of the Royal Astronomical Society – László L. Kiss,
- Kiss László közleményjegyzéke 1993-tól 2013.01.01-ig
- Kiss László nemzetközi publikációi a NASA Astrophysical Data System adatbázisában
- Meteor csillagászati évkönyv 2013 – Benkő József, Mizser Attila szerkesztésében, Budapest, MCSE, 2012, ISSN 0866-2851

## Előadások
- Az élet lehetőségei az Univerzumban – Földön kívüli Földek?, 2013.11.20.
- Beszélgetés az asztrobiológiáról, Almár Iván, Goják János, Kiss László, Lévai Balázs, Szathmáry Eörs, Vinkó József – 2011.02.27.
- A tudományos közlés művészete
- Élő csillagászat Kiss Lászlóval-heti online magazinműsor a Svábhegyi Csillagvizsgálóból.[18]
- Új távlatok az űrkutatásban: a marsi koloniáktól a kisbolygók bányászatáig és – tovább…[19]
- Hol vannak már a földönkívüliek? Miért nem találtuk még meg az ufókat? (Ott vagyunk már? podcast, Index–Brain Bar, 2022. május 16.; Kiss László meghívott vendég volt a 6. epizódban, 12:00-től)

## Interjúk
- Beszélgetés a Széchenyi-díjas Kiss L. László akadémikussal.[20]